# Daan van Dijsseldonk
Daan van Dijsseldonk (Valkenswaard, 12 november 1986) is een Nederlandse acteur.
Sinds 2008 is Daan van Dijsseldonk actief als acteur en heeft gespeeld in de serie Wolfseinde waar hij de rol van Koosje Swart speelde, ook was hij 2 afleveringen te zien in Flikken Maastricht en speelt sinds 2014 een hoofdrol in de Nederlandse politieserie Smeris waar hij de rol van Harold Bergkamp speelt. Ook was Daan van Dijsseldonk te zien in de New Kids films.